# Alexandre Frutos
Alexandre Frutos (Vitry-le-François, 23 april 1982) is een Franse voetballer die bij voorkeur als aanvaller speelt. Hij verruilde in juli 2012 KSK Ronse voor KSV Oudenaarde. Hij bezit ook de Spaanse nationaliteit. Eerder speelde hij voor FC Metz, Brighton & Hove Albion en RFC Tournai.

## Carrière
Frutos begon met voetballen bij FC Metz. Op achttienjarige leeftijd brak hij daar door tot het eerste elftal. In 2002-03 speelde hij mee toen zijn club de halve finale wist te bereiken van de Coupe de la Ligue. In 2004 werd hij verhuurd aan LB Châteauroux, waarmee hij de finale van de Coupe de France bereikte. In 2005 werd hij verkocht aan  Brighton & Hove Albion. Daar bleef hij twee jaar, waarna hij in 2007 werd verkocht aan RFC Tournai. In 2010 ging de aanvaller naar KSK Ronse.